# Музеи Пермского края
Список музеев Пермского края
Музей пермских древностей 

## г. Пермь
- Пермский краеведческий музей
- Пермская государственная художественная галерея
- Музей археологии и этнографии Пермского Предуралья
- Пермский музей современного искусства
- Мемориальный комплекс на горе Вышка
- Пермский музей авиации
- Хохловка (музей)
- Музей ОАО «Мотовилихинские заводы»

## г. Добрянка
- Добрянский историко-краеведческий музей

## г. Кудымкар
- Коми-пермяцкий окружной краеведческий музей

## г. Кунгур
- Кунгурский краеведческий музей
- Художественный музей (Кунгур)

## г. Лысьва
- Лысьвенский музей

## г. Соликамск
- Усть-Боровской солеваренный завод

## г. Чайковский
- Чайковская художественная галерея

## г. Чусовой
- Пермь-36
- Этнографический парк истории реки Чусовой

## г. Чердынь
- Чердынский краеведческий музей